# Lijst van spelers van Rupel Boom FC
Deze lijst omvat voetballers die bij Rupel Boom FC spelen of gespeeld hebben. De spelers zijn gerangschikt volgens alfabet.

## A
- Achraf Bouhajra
- John Agbo

## B
- Henri Balenga
- Machaël Beeckmans
- Bjorn Beyens
- Julius Bliek
- Jason Bourdouxhe
- Mo Bousba
- Melvin Bouwmeester

## C
- Koen Carlier
- Chukwugbo Hilary Chinedu
- Raf Claeys

## D
- Johan Darcon
- Luc De Backer
- Dennis De Backer
- Dries De Boodt
- Sven De Doncker
- Oliver De Groodt
- Daniël Rodrigo De Oliveira
- Chris Delhaye
- Davy De Smedt
- Cedric De Troetsel
- Jarich Dewoyer
- Joren Dom

## E
- Saïd El Harchi
- Mohamed El Makrini
- Jo Engelborghs

## G
- Kevin Geets
- Mathias Geldhof
- Mo Gloub
- Stavros Glouftsis
- Yasin Gül

## H
- Houmani Anwar

## J
- Mossi Juma

## K
- Serkan Kocaslan
- Patrick Kanene
- Kayode Keshinro

## L
- Kenny Laevaert
- Michaël Lenaerts
- Roger Lukaku
- Romelu Lukaku

## M
- Frank Magerman
- Sigi Mariën
- Jurgen Meeusen
- Tommy Meire
- Jeroen Mertens
- Glenn Meyvis
- Gert Michiels
- Sead Murati

## N
- Tim Nicot
- Avansey Ngadrira

## P
- Raf Peeters
- Mattis Persoons
- Agatino Pellegriti
- Geoffrey Peytier
- Tom Pietermaat
- Jerry Poorters

## Q
- Bernard Quainoo

## R
- Frank Rits
- Stephane Ronge
- Steve Rubanguka

## S
- Ahmed Sababti
- Marc Schaessens
- Abdul Senanu
- Segun Shabi
- Ruben Smet
- Wesley Snoeys
- Yannick Spaenhoven
- Branko Stojanovic

## T
- Ali Taouil
- Kris Thielemans
- Kourouma Tidiane

## V
- Joris Van Cleemput
- Hans Van De Weerd
- Sam Van Den Bosch
- Ward Van Den Langenbergh
- Sven Van Der Heyden
- Nico Van Der Linden
- Nick Van der Westerlaken
- Tim Van Hemelrijck
- Olivier Van Impe
- Kay Van Maroey
- Jan Van Roy
- Dries Ventose
- William Verbeeck
- Pieter Verbruggen
- Bart Verdijck
- Gil Vermeulen
- Jens Verroken
- Simon Vervoort
- Jef Vogels

## W
- Levi Wauman
- Senne Willems
- Jochen Wilsens
- Alan Wolfaert

## Z
RSC Anderlecht ·
Antwerp FC ·
Beerschot AC ·
Beerschot VA ·
KSK Beveren ·
Rupel Boom ·
Cercle Brugge · 
Club Brugge ·
KRC Genk ·
KAA Gent · 
KV Kortrijk ·
OH Leuven ·
Lierse SK ·
RFC de Liège ·
KSC Lokeren ·
Lommel SK ·
KV Mechelen ·
Royal Excel Moeskroen ·
RAEC Mons ·
KV Oostende ·
RFC Seraing ·
STVV ·
Sporting Charleroi ·
Standard Luik ·
AFC Tubize ·
Union SG ·
KVC Westerlo ·
SV Zulte Waregem